# Soudce Dredd

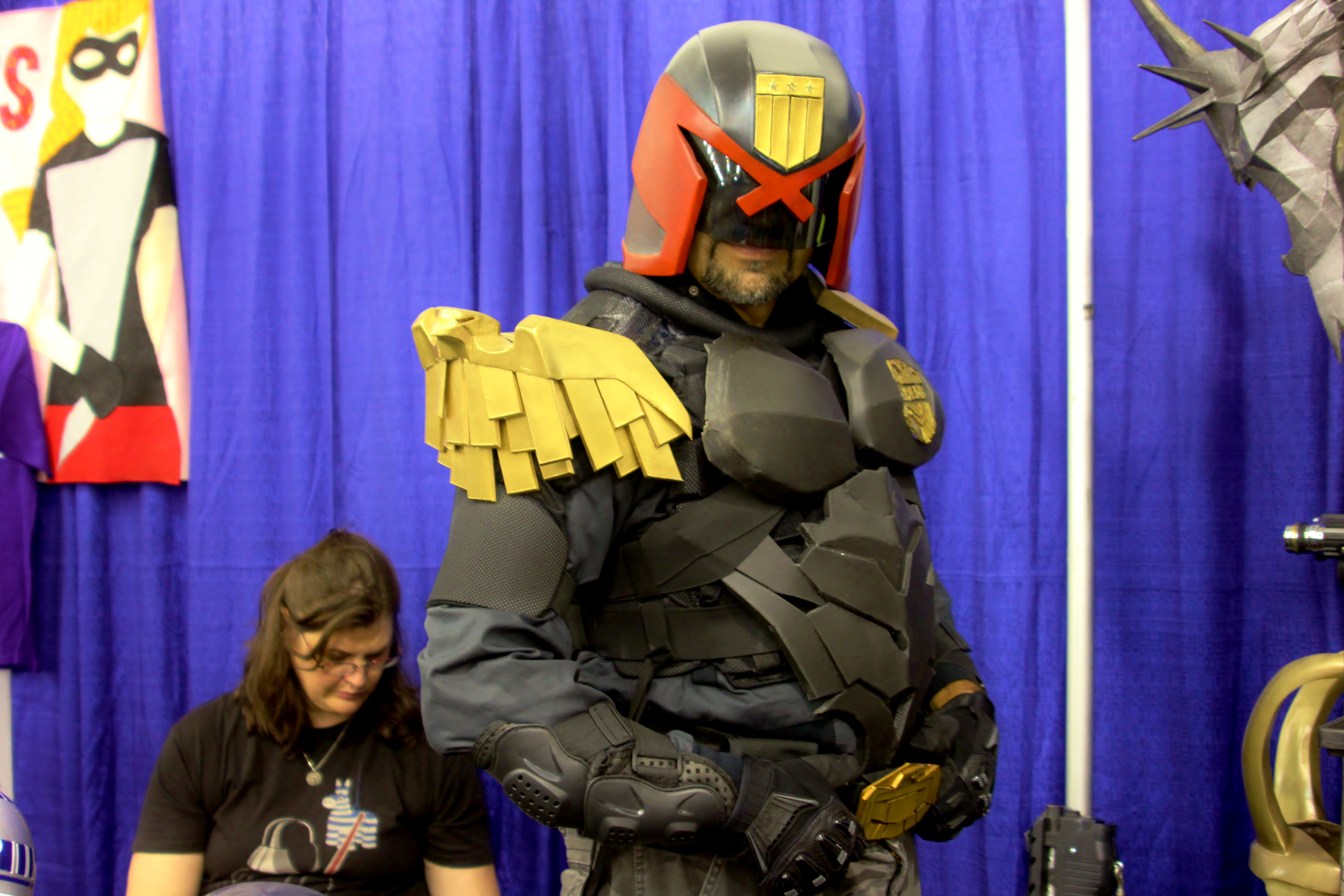
Kostým soudce Dredda

Soudce Dredd (anglicky Judge Dredd, dále také Joe Dredd nebo Joseph Dredd) je komiksová postava, jejíž příběhy jsou v britském sci-fi souboru 2000 AD nejdéle vydávanými komiksy (byly tam od druhého vydání roku 1977).
Dredd je policista (a zároveň žalobce, soudce a vykonavatel trestu, vše v jednom) s oprávněním k vymáhání práva ve městě plném násilí a bezpráví. Jeho příběhy se odehrávají v daleké budoucnosti, kdy uniformovaní soudci kombinují síly policie, soudní a správní moci. Dredd a jeho soudci jsou oprávněni k uvěznění, trestání a dokonce popravám kriminálníků. Vytvořil jej spisovatel John Wagner a umělec Carlos Ezquerra, ačkoli editor Pat Mills má také určité zásluhy na jeho raném vývoji.

## Filmy s Dreddem
- Soudce Dredd, 1995, režie: Danny Cannon, hlavní role: Sylvester Stallone[1]
- Dredd, 2012, režie: Pete Travis, hlavní role: Karl Urban[2]